# 裂叶蓝钟花
裂叶蓝钟花（学名：Cyananthus lobatus）是桔梗科蓝钟花属的植物。分布在印度、锡金、尼泊尔以及中国大陆的云南、西藏等地，生长于海拔2,800米至4,500米的地区，多生于山坡草地或林下，目前尚未由人工引种栽培。